# 개복치속
개복치속은 개복치과의 속이다. 개복치는 경골어류 중에서 가장 무거운 종으로 대형 표본은 수직으로 길이가 4.3m, 수평으로 3.0m에 달하며 몸무게가 거의 2,300 kg이다. 상어와 가오리가 더 무거울 수 있지만, 이 종들은 연골어류이다.

## 하위 분류
4종을 포함하고 있다.
- 개복치 (Mola mola)
- 남방개복치 (Mola alexandrini)
- 후드윙커개복치 (Mola tacta)
- 혹개복치 (Mola alexandrini)